# Fiskugglor
Fiskugglor (Scotopelia) är ett litet släkte med fåglar i familjen ugglor inom ordningen ugglefåglar som alla förekommer i Afrika söder om Sahara.
Släktet fiskugglor omfattar endast tre arter:
- Afrikansk fiskuggla (S. peli)
- Rödbrun fiskuggla (S. ussheri)
- Strimmig fiskuggla (S. bouvieri)